# Lycodon subcinctus
Lycodon subcinctus, comúnmente conocida como serpiente lobo de bandas blancas, es una especie de serpiente de la familia Colubridae. Esta serpiente tiene un patrón con bandas que se asemeja a los búngaros.

## Distribución
Se encuentra en Asia.